# Johann Dorschner
Johann Martin Dorschner (* 20. August 1939 in Pürstein, Reichsgau Sudetenland; † 11. Juli 2020 in Jena) war ein deutscher Astronom.

## Leben
Dorschners Familie wurde 1946 aus Pürstein ausgewiesen und übersiedelte nach Apolda in Thüringen. Hier besuchte Johann Dorschner bis 1953 die Grundschule in Herressen und legte 1957 sein Abitur an der Geschwister-Scholl-Oberschule in Apolda ab. Von 1957 bis 1963 studierte er Physik und Astronomie an der Friedrich-Schiller-Universität Jena. Während eines Praktikums an der von Cuno Hoffmeister geleiteten Sternwarte Sonneberg lernte er Paul Oswald Ahnert kennen, mit dem ihn ein freundschaftliches Verhältnis verband. Als Diplom-Astronom übernahm er eine Assistentenstelle an der Universitätssternwarte Jena. 1969 folgte die Dissertation zum Thema „Zur Theorie des interstellaren Staubes unter besonderer Berücksichtigung der zirkumstellaren Staubentstehung“.
Dorschner war von 1971 bis 1991 wissenschaftlicher Mitarbeiter am Astrophysikalischen Institut der Universität Jena. Sein Spezialgebiet war das Sonnensystem. Gleichzeitig bildete er die Lehramtsstudenten in Mechanik, Thermodynamik und Linearer Algebra aus.
Von 1992 bis 1996 wurde er Leiter des Laborbereichs der Forschungsgruppe Staub in Sternentstehungsgebieten bei der Max-Planck-Gesellschaft. Nach dessen Auslaufen im Jahr 1996 kehrte er in seinen Aufgabenbereich an das Astrophysikalische Institut in Jena zurück. Nach seiner Emeritierung im Jahr 2004 war er dort weiter als freier Mitarbeiter tätig.
Parallel zu seiner Tätigkeit an der Universität war Dorschner ab 1978 Redakteur bei der Zeitschrift Die Sterne und übernahm ab 1983 gemeinsam mit Joachim Gürtler die Chefredaktion. Hierin veröffentlichte er einen großen Teil seiner wissenschaftlichen und populärwissenschaftlichen Arbeiten.
Dorschner war seit 1964 verheiratet. Aus der Ehe gingen 3 Kinder hervor. Seine Frau verstarb im Jahr 2012.

## Wissenschaftliche Tätigkeit
Dorschner erforschte den interstellaren Staub und seine Entstehung mit den Teleskopen der Universitätssternwarten in Jena und Großschwabhausen. Er wurde Mitglied der Kommission 34 (interstellare Materie) der IAU und ist Mitglied der URANIA. Außerdem war er Mitglied des Kulturbundes der Hochschulgruppe (der DDR). In beiden Organisationen übernahm er leitende Funktionen. So war er stellvertretender Vorsitzender der Sektion Astronomie beim Präsidium der URANIA und leitete im Kulturbund die Interessengemeinschaft „IG Astronomie“. Außerdem gehörte er von 1963 bis 1970 der Astronomischen Gesellschaft (AG) an; ab 1970 ruhte seine Mitglied zwangsweise in der DDR und konnte erst 1990 fortgesetzt werden.
Neben seiner Lehrtätigkeit an der Universität Jena, Sektion Astrophysik, übernahm er 1976 auch die Leitung des Physikalischen Praktikums an der Einrichtung. Seine intensive Öffentlichkeitsarbeit auf astronomischem Gebiet zeigen auch seine bekanntesten populärwissenschaftlichen Publikationen Sind wir allein im All?, Planeten-Geschwister der Erde?, Der Kosmos als Schöpfung und Astronomie in Thüringen. Im Autorenkollektiv erschienen Astronomie heute – Gesicht einer alten Wissenschaft und Das Sonnensystem sowie Mensch und Universum. Naturwissenschaft und Schöpfungsglaube im Dialog. Weitere ca. 500 wissenschaftliche und populärwissenschaftliche Beiträge lieferte Dorschner zu internationalen astronomischen Tagungen, in Zeitschriften, Zeitungen, Feuilletons und in Beiträgen zu Nachschlagewerken.
In den Werken Der Kosmos als Schöpfung und Mensch und Universum. Naturwissenschaft und Schöpfungsglaube im Dialog sowie in zahlreichen Workshops setzte sich Dorschner, als bekennender Christ mit der Thematik „Wissenschaft, Glaube und Schöpfung“ auseinander. Während er in Jena am Astronomisch-Physikalischen Institut Physiklehrer auf ihre Aufgaben im Astronomieunterricht vorbereitete, setzte er sich in zahlreichen privaten, meist kirchlich organisierten Treffen mit überwiegend christlichen Lehrern, Wissenschaftlern und Ärzten ebenfalls mit der Problematik „Wissenschaft und Glaube“ auseinander. Hervorzuheben ist dabei sein Engagement in Heilbad Heiligenstadt, wo er zu DDR-Zeiten im Thomas-Morus-Haus des Redemptoristenkloster St. Klemens oft diese Thematik mit Lehrern und Geistlichen diskutierte.

## Veröffentlichungen (Auswahl)
- Sind wir allein im All? Akzent-Reihe 5, Urania Verlag Leipzig/Jena/Berlin 1974, VLN 212-475/101/78 LSV 1499
- mit Christian Friedemann, Siegfried Marx, Werner Pfau: Astronomie heute – Gesicht einer alten Wissenschaft. Edition Leipzig, Leipzig 1974, DNB 770059317
- Planeten-Geschwister der Erde? Akzent-Reihe 27, Urania Verlag 1977, 3. Auflage 1986, ISBN 978-3-332-00074-0.
- mit Joachim Gürtler: Das Sonnensystem. Barth Verlag, Leipzig/Berlin/Heidelberg 1993, ISBN 3-335-00281-4.
- mit Michał Heller, Wolfhart Pannenberg: Mensch und Universum. Naturwissenschaft und Schöpfungsglaube im Dialog. Pustet Verl., Regensburg 1995, ISBN 978-3-7917-1486-8.
- als Hrsg.: Der Kosmos als Schöpfung. Zum Stand des Gesprächs zwischen Naturwissenschaft und Theologie. Pustet Verlag, Regensburg 1998, ISBN 978-3-7917-1591-9.
- Astronomie in Thüringen. Jenzig Verlag Köhler, Jena 1998, ISBN 978-3-910141-32-2.

## Ehrungen
- Fakultätspreis der Astro-Physikalischen Sektion der Universität Jena für seine Dissertation „Zur Theorie des interstellaren Staubes unter besonderer Berücksichtigung der zirkumstellaren Staubentstehung“
- 1979: Goldene Ehrennadel der URANIA
- 1994: Bruno-H.-Bürgel-Preis der Astronomischen Gesellschaft
- 2004: Der Kleinplanet Nr. 73693 (1991 RQ3) erhielt auf Vorschlag des Entdeckers, Freimut Börngen, am Minor Planet Center in Cambridge, Mass., den Namen (73693) Dorschner, für seine Arbeiten über interstellaren Staub